# Orthocis immaturus
Orthocis immaturus es una especie de coleóptero de la familia Ciidae.

## Distribución geográfica
Habita en Oahu, Maui (Hawái).